# Башбеков, Шараф
Шараф Башбеков (узб. Sharof Boshbekov; 4 января, 1951 года; село Губир Булунгурского района Самаркандская область, Узбекская ССР, СССР — 26 января 2022) — советский и узбекский актёр, писатель, драматург. Член творческого объединения Академии художеств Узбекистана. Заслуженный работник культуры Республики Узбекистан, кавалер ордена «Мехнат шухрати». Его произведения были включены в учебные программы школ и высших учебных заведений Узбекистана.

## Биография
Родился 4 января 1951 года в кишлаке Губир Булунгурского района Самаркандской области Узбекская ССР, СССР.
Узбекский и советский драматург, сценарист, актёр.
Окончил факультет музыкального актеры Ташкентского института искусств (1974).
Работал актером в музыкальном театре «Мукими» и Гулистанском театре. Был литературным консультантом в Союзе писателей Узбекистана (1983—1985) и Национальном театре Узбекистана (1986—1987).
Во всех театрах Узбекистана осуществлялись постановки его пьес «Врата судьбы», «Гавроши старого города», «Железная женщина». «Железная женщина» поставлена во многих театрах бывшего СССР.
Был литературным консультантом в Союзе писателей Узбекистана (1983-85) и в Национальном театре Узбекистана (1986-87).
По сценарию Ш. Башбекова сняты фильмы «Безликий» (1992), «Золотой мальчик» (1993), «Железная женщина», «Маъруф и Шариф» (1996), «Шут». Сериал «Чертово колесо» принес большой авторитета писателю. Волшебство, притягательная сила произведений Ш. Башбеков в своеобразных характерах и в сочном языке. Ш. Башбеков за драму «Железная женщина» удостоен Государственной премии Республики Узбекистан (1990).

## Награды
- Государственная премия Узбекской ССР имени Хамзы (1990).[3]
- В 2001 году Ш. Башбеков награжден орденом «Мехнат шухрати» (Трудовая слава).

## О Башбекове
- Смеляков Ю. Современный герой. Кто он? Журнал «Современная драматургия», 1984, № 1.
- Махмудова Саодат. Символы минувшего и грядущего. Журнал «Шарк Юлдузи», 1989, № 5.
- Нарбутаев И. «Шут». Журнал «Кино», 1995, № 1.